# Entombed (gra komputerowa)
Entombed – komputerowa gra przygodowa z elementami zręcznościowymi wydana w lipcu 1985 roku przez Ultimate Play the Game na platformę Commodore 64.

## Zawartość
Entombed jest kontynuacją gry Staff of Karnath wydanej przez Ultimate Play the Game w 1984, która została sprzedana w 40 000 egzemplarzy, i która została bardzo dobrze przyjęta przez ówczesną prasę komputerową. Głównym bohaterem Entombed, którym steruje gracz, tak jak w poprzedniej części, jest odkrywca Sir Arthur Pendragon. W czasie poszukiwania Oka Ozyrysa został uwięziony w starożytnej egipskiej świątyni i jego zadaniem jest ją opuścić.
Na świat przedstawiony gry składa się labirynt korytarzy i komnat zgrupowanych w 7 odrębnych poziomach pokazanych w rzucie izometrycznym. Ich ściany pokrywają hieroglify. Gra składa się łącznie ze 175 ekranów. Zadaniem protagonisty jest znalezienie wyjścia, co oznacza zwycięstwo w grze. Przejście pomiędzy poziomami jest warunkowane rozwiązywaniem wielu zagadek i łamigłówek. Wskazówki, co do ich rozwiązania gracz może znaleźć zapisane na znalezionych zwojach. W grze występują dwa typy pomieszczeń. Są to korytarze tworzące labirynt, na których gracz może spotkać wielu różnych przeciwników, w kontakcie z którymi zmniejsza się poziom życia bohatera (reprezentowany przez 5 symbolów Ankh) jak np. mumie, skorpiony, węże, czy muchy. Drugim typem pomieszczeń są komnaty, z których gracz ma określony czas na wyjście ze względu na zmniejszający się wskaźnik powietrza, który w efekcie również może prowadzić do zmniejszenia poziomu życia Arthura Pendragona. W komnatach także mogą znajdować się antagoniści. W przypadku, gdy gracz straci wszystkie życia, gra jest skończona. Ich poziom może być uzupełniony poprzez spotkanie z czarnym krukiem trzymającym odpowiedni symbol. Bohater gry może posługiwać się trzema zdolnościami specjalnymi – skokiem, może używać bata lub pochodni (dwie ostatnie czynności są możliwe po znalezieniu odpowiednich przedmiotów) – które są przydatne w walce z przeciwnikami, a także przy rozwiązywaniu zadań logicznych.

## Odbiór gry
Gra uzyskała w większości przychylne opinie recenzentów zajmujących się tematyką gier komputerowych. Miesięcznik „Zzap!64” przyznał grze średnią ocen w wysokości 87%, a także wyróżnienie Gold Medal Award. Redaktorzy pisma stwierdzili, iż gra posiada grafikę tworzące atmosferę i niesamowite łamigłówki. Pochwalili dobre efekty dźwiękowe, jednakże zauważyli brak muzyki. Z kolei recenzent „Computer and Video Games” uznał, że gra ma świetną grafikę, zawiera inteligentne zagadki, ale jednak jest zbyt podobna do gry Indiana Jones in the Lost Kingdom. Przyznana średnia ocen wyniosła 8 punktów w skali 10-stopniowej. Miesięcznik „Commodore User” przyznał Entombed średnią ocenę 4,25/5, a także dodatkowo wyróżnił przyznając Screen Star. W recenzji pochwalono m.in. realistyczną grafikę 3D i stwierdzono, iż gra potrafi zatrzymać gracza przed ekranem na wiele godzin. W 1991 roku magazyn „Commodore Format” umieścił grę na swojej liście „klasyków” na platformę Commodore 64.